# Илия Бобчев
Илия Савов Бобчев е български юрист, писател и литературен деец, общественик.

## Биография
Илия Бобчев е роден на 29 октомври 1873 година в град Елена. Брат е на Стефан Бобчев и Никола Бобчев. Учи в родния си град, след което в 1892 година завършва гимназия в Русе и в 1896 година Юридическия факултет на Висшето училище в София. Работи като съдия в Разград и Хасково. После е адвокат в София, а от 1899 година - в Пловдив, където е деец и на македоно-одринското дружество. В 1899 година е избран за депутат в X народно събрание, а в 1911 година – в V велико народно събрание.
Бобчев започва да пише още млад. публикува във вестниците „Пловдив“, „Мир“, „Стара планина“, както и в списанията „Полет“, „Илюстрация светлина“, „Български преглед“, „Българска сбирка“, „Юридически преглед“, „Славянски глас“, в което публикува преводи от руски език. В 1903 - 1904 година Илия Бобчев е редактор на вестник „Родопски ек“. Използва псевдонимите Любен Певецов, Л. Певецов, Ил. Савов, И. Самоиловски, Ил. Б., И. С., И. С. Б.
Умира в София на 9 октомври 1936 година.